# Vytautas Markevičius
Vytautas Markevičius  (* 4. Januar 1962 in Milvyda, Rajongemeinde Varėna) ist ein  litauischer Jurist, Rechtsanwalt und ehemaliger Justizpolitiker, Innenminister Litauens.

## Leben
1985 absolvierte Vytautas Markevičius das Diplomstudium an der Rechtsfakultät der Universität Vilnius und war danach in der Staatsanwaltschaft Vilnius, 1991 als Leiter der Rechtsabteilung des Apparats der litauischen Regierung tätig. Von 1993 bis 1994 arbeitete er als Unternehmensjurist bei UAB „CLAN-BALT“. 1995 wurde er Rechtsanwalt und gründete eine Kanzlei.
1999 wurde er zum stellvertretenden Innenminister, am 30. Oktober 2000 zum Innenminister ernannt. Am 5. Juli 2001 wurde er Justizminister Litauens unter Algirdas Brazauskas und war bis 2004 als Minister tätig.